# Space Quest III: The Pirates of Pestulon
Space Quest III: The Pirates of Pestulon is het derde spel uit de humoristische Space Quest-avonturenspelserie. Het spel werd gemaakt door Sierra On-Line en kwam uit in 1989.

## Verhaal
Roger Wilco ontsnapte aan het einde van Space Quest II met een ruimtependel. De pendel wordt gevangen door een automatisch vuilnisschip. In het vuil vindt Roger een oud, afgedankt ruimtetuig: Aluminum Mallard dewelk hij repareert en vertrekt. Hij komt in moeilijkheden met Arnoid the Annihilator. Hij heeft een klopjacht ingezet op Roger omdat deze laatste in het vorige spel een fluit niet heeft betaald. Verder ontdekt Roger dat het softwarebedrijf ScumSoft, eigendom van "Pirates of Pestulon", verdachte activiteiten doet.
Pestulon is een kleine maan van de vulkaanplaneet Ortega. Op Pestulon is een mosachtige begroeiing en een boomachtige groei. Elmo Pug, de CEO van ScumSoft, heeft de Two Guys from Andromeda ontvoerd en verplicht hen om slechte spellen te ontwikkelen. Roger infiltreert in ScumSoft en kan de twee redden. Daarbij dient hij ook nog te vechten met Elmo.

## Technische details
Space Quest III bevat muziek gecomponeerd door Bob Siebenberg, de drummer van Supertramp. Het was een van de eerste spellen die Sound Blaster ondersteunde. Ook was dit het eerste spel uit de reeks dat de muis ondersteunde op PC's. Commando's dienden nog steeds ingetypt te worden, maar de interpreter werd sterk verbeterd.
Space Quest III bevat ook een minigame: Astro Chicken. Dit spel kon men optioneel spelen.
Verder bevatte het spel ook enkele geluidseffecten. Zo is Roger Wilco in de intro te horen. Omwille van een fout was deze tekst niet te horen op PC's met een Sound Blaster geluidskaart.
In tegenstelling tot de eerste twee delen kan de speler de naam van Roger bij opstarten van het spel niet aanpassen..

## Astro Chicken
Astro Chicken is een minigame waarbij de speler een kip zo lang mogelijk moet laten trampolinespringen.